# Atos de Paulo e Tecla

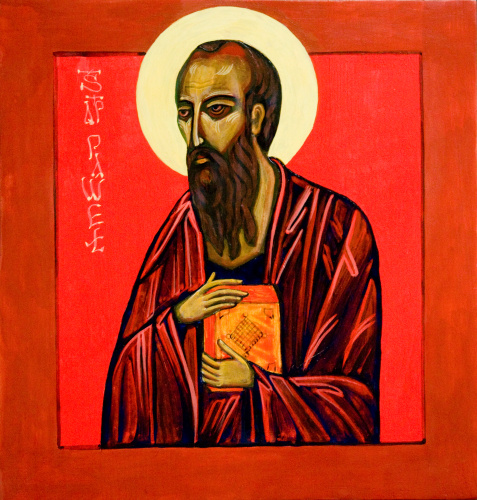
Ícone de Paulo de Tarso na Igreja oriental

Atos de Paulo e Tecla (Acta Pauli et Theclae) é um história apócrifa - Goodspeed o chamou de "Romance religioso" - sobre a influência de Paulo sobre uma jovem virgem chamada Tecla. É um dos escritos dos Evangelhos apócrifos.
O tema principal do texto é o direito das mulheres de pregar e batizar.

## Texto
Acredita-se que os Atos tenham sido escritos no século II d. C.. A descoberta de uma versão copta do texto de Atos de Paulo contendo a narrativa de Tecla (em um papiro conservado em Heidelberg) sugere que a abertura abrupta dos Atos de Paulo e Tecla se deve provavelmente por ele ser um trecho de um trabalho maior (veja Atos de Paulo). O texto é citado nos primeiros textos cristãos, pelo menos em Tertuliano, De baptismo 17:5 (c. 190), que atacou seu uso na defesa do direito das mulheres de pregar e batizar. Tertuliano afirma que estes Atos foram escritos em honra a São Paulo por um presbítero da Ásia, cuja fraude foi identificada e que foi removido de suas funções por volta de 160 dC.
Muitas das versões sobreviventes dos Atos de Paulo e Tecla em grego, algumas em cóptico e as referências entre os livros dos Pais da Igreja demonstram que o texto era bastante disseminado. No Cristianismo oriental, a ampla circulação do texto em grego, siríaco e armênio é uma evidência para a veneração de Santa Tecla. Também existem versões em latim, cóptico e em etíope, algumas com grandes diferenças da grega. "Em etíope, com a omissão da reivindicação de Tecla para pregar e batizar, metade do ponto da história se perdeu".

## Conteúdo
O autor coloca a história sobre Paulo na mesma estrutura dos Atos dos Apóstolos, embora neste texto o retrato de Paulo seja ideologicamente diferente da versão do Novo Testamento. O elogio extravagante à virgindade, porém, era uma tese popular em muitas versões do Cristianismo primitivo.

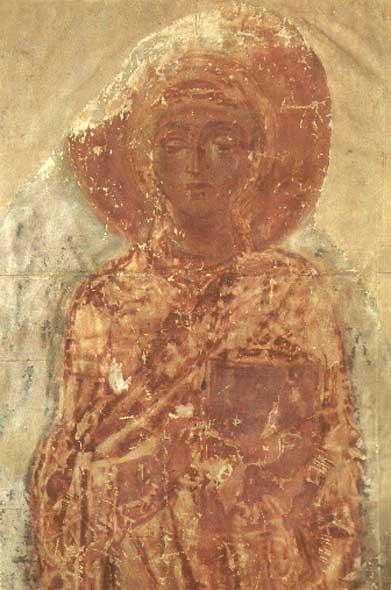
Santa Tecla num afresco russo na Catedral do Salvador de Chernihiv

Aqui, Paulo é descrito viajando até Icônio, proclamando a "palavra de Deus sobre abstinência e a ressurreição". Ele é descrito em detalhes que podem refletir as tradições orais: no texto siríaco "ele era um homem de tamanho mediano, seu cabelo era esparso, suas pernas eram levemente curvadas e seus joelhos eram pronunciados, e tinha grandes olhos" (a versão armênia acrescenta "azuis"), suas sobrancelhas eram unidas e seu nariz era um pouco grande, e ele era cheio de graça e bondade; algumas vezes parecia com um homem, noutras com um anjo". Paulo dava seus sermões na casa de Onesíforo[a] sobre uma série de Bem-Aventuranças, numa das quais Tecla, uma jovem nobre virgem, ouviu o "discurso sobre a virgindade" de Paulo de sua janela na casa vizinha. Ela ouviu, fascinada, sem se mover por dias. A mãe de Tecla e seu noivo, Thamyris, ficaram preocupados que Tecla pudesse querer seguir o pedido de Paulo de que "devemos temer apenas a Deus e viver em castidade", e eles formaram uma multidão para arrastar Paulo até o governador, que o aprisionou.
Tecla então subornou um guarda e conseguiu entrar na prisão para, sentada aos pés de Paulo, ouvir seus ensinamentos a noite toda e "beijar suas algemas". Quando a família dela a encontrou, tanto ela quanto Paulo foram levados novamente ao governador. E, a pedido de da mãe, Paulo foi sentenciado à flagelação e à expulsão, e Tecla à morte queimada numa estaca, para que "todas as mulheres que foram ensinadas por este homem temam". Nua, Tecla foi colocada no fogo, mas foi salva por uma tempestade milagrosa que Deus enviou para apagar as chamas.
Reunidos, Paulo e Tecla então viajaram até a Pisídia, onde um nobre chamado Alexander desejou Tecla e ofereceu dinheiro a Paulo por ela. Ele alegou que não a conhecia e Alexander tentou tomá-la à força. Tecla reagiu e o atacou no processo, para a diversão dos habitantes. Alexander então a levou até ao governador por atacar um nobre e, apesar dos protestos das mulheres da cidade, Tecla foi sentenciada a ser devorada por animais selvagens. Para garantir que sua virtude estaria intacta na morte, a rainha Tryphaena a manteve sob sua custódia durante a noite.
Tecla foi então amarrada a uma leoa e desfilou através da cidade. Ela foi então despida e atirada às feras, que foram providenciadas por Alexander. As mulheres da cidade protestaram novamente contra a injustiça. Tecla foi protegida da morte, primeiro pela leoa, que lutou contra as outras bestas, e depois por uma série de milagres (durante os quais ela parece ter batizado a si mesma), até que finalmente as mulheres da cidade e a rainha Tryphaena intervieram. Tecla retornou a Paulo intocada.
Um final descreve Tecla morando numa caverna pelos próximos setenta e dois anos e então viajando até Roma para ser enterrada com Paulo.

## Importância
Embora provavelmente sabidamente não-histórico e certamente exagerado, o conto reflete tendências ascéticas e a experiência da perseguição durante os primeiros anos do Cristianismo. Porém, muitos já notaram que o texto é quase erótico e mesmo levemente pornográfico em alguns trechos.
Uma lenda local sobre um martírio, de Tecla de Icônio, pode ter inspirado este conto, no qual ela foi conectada a Paulo de Tarso. "De outra maneira é difícil explicar a enorme popularidade do culto de Santa Tecla, que se espalhava pelo leste e oeste, e fez dela a mais famosa das virgens mártires", escreveu M.R. James.

## Retrato de Paulo
Paulo é também um figura ambígua neste trabalho. Ele é visto como um pregador do ascetismo, porém irresistível às mulheres. Seus ensinamentos causam problemas à Tecla embora ele nunca esteja por perto quando eles acontecem.
Essa representação de Paulo como pregador ascético, desencorajando o casamento, parece bem diferente da que está nas Epístolas pastorais, principalmente 1 Tim 4:1–3, onde Paulo explicitamente condena quem proibir o casamento.
Porém, a Primeira Epístola aos Coríntios (universalmente considerada como sendo de Paulo), parece compartilhar esta ambivalência sobre o casamento, quando diz que "No tocante às coisas sobre que me escrevestes, bom é que o homem não toque mulher" 1 Cor 7:1, ideologicamente interpretado como sendo muito próximo aos "Atos de Paulo e Tecla".
De qualquer maneira, este texto indica uma possível interpretação do legado de Paulo durante o século II dC.